# Felipe Hintze
Felipe Flaitt Hintze (Campinas, 26 de julho de 1993) é um ator brasileiro. Ficou conhecido por interpretar "Eziel" em Verdades Secretas.

## Biografia
Felipe Hintze é brasileiro e nasceu em Campinas, cidade do estado de São Paulo. Torcedor do Guarani Futebol Clube, Felipe viveu toda sua infância em Campinas com seus pais e sua irmã mais nova. Fez o ensino médio no Colégio Objetivo e passou a se interessar pela profissão de ator em meados de 2009,quando entrou para a Escola de Atores Wolf Maya em Campinas. Embora já tivesse participado de peças em seu colégio, seu trabalho começou a ganhar força após estrelar sua primeira peça como protagonista, "Amor por Anexins". Após um ano, o ator integrou o elenco de "A Toca Do Coelho", peça dirigida por Dan Stulbach, que tinha em seu elenco atores experientes como Reynaldo Gianecchini e Maria Fernanda Cândido, peça que fez que fosse contratado pela Rede Globo para fazer sua primeira aparição na TV, quando fez o papel de "Cícero" em Dupla Identidade no ano de 2014. Um ano depois, conheceu Camila Queiroz que foi a atriz protagonista da série "Verdades Secretas" também da Rede Globo, onde fez o papel de "Eziel". Felipe ficou um tempo fora da televisão, fazendo apenas papéis em peças, como "O Corte", que teve suas apresentações no teatro FAAP em São Paulo. No ano de 2017, Felipe voltou a televisão, fazendo papéis em grandes sucessos da TV (Inclusive internacional) como o seriado de suspense "Supermax Internacional", "Malhação" além de uma participação especial em "Vade Retro". Também em 2017, Felipe participou de "Senhor das Moscas", sucesso que tinha em seu elenco Bruno Fagundes.

## Filmografia

### Televisão
| Ano  | Título                             | Personagem     | Notas                                 |
| ---- | ---------------------------------- | -------------- | ------------------------------------- |
| 2014 | Dupla Identidade                   | Cícero         |                                       |
| 2015 | Verdades Secretas                  | Eziel          | Temporada 1                           |
| 2017 | Supermax: O Inferno em Suas Mentes | Dámian         |                                       |
| 2017 | Vade Retro                         | Sacristão      | Episódio: "5"                         |
| 2017 | Malhação: Viva a Diferença         | Moqueca        |                                       |
| 2018 | O Sétimo Guardião                  | Peçanha        |                                       |
| 2021 | Bugados                            | Godofredo      | Episódio: "O Bug do Amigo Imaginário" |
| 2021 | Quanto Mais Vida, Melhor!          | Delegado Prado |                                       |
| 2024 | Família É Tudo                     | Renzo          | Participação                          |

### Cinema
| Ano  | Título                  | Papel          |
| ---- | ----------------------- | -------------- |
| 2014 | A Despedida             | Neto do Agenor |
| 2015 | Minha Mãe É Uma Peça 2  | Home do Avião  |
| 2019 | Chance                  | Sandrinho      |
| 2023 | Rodeio Rock             | Nelson (Pança) |
| 2025 | Consequências Paralelas | Max            |

Teatro
| Ano       | Título                                   | Papel           |
| --------- | ---------------------------------------- | --------------- |
| 2013-2014 | A Toca do Coelho                         | Gabriel         |
| 2016      | O Corte                                  | John            |
| 2017-2018 | Senhor das Moscas                        | Porquinho       |
| 2022      | Névoa - From White Plains (temporada SP) | Gregory         |
| 2022      | Feliz Dias das Mães                      | Filho           |
| 2023      | A Herança - Parte 1 e Parte 2            | Jason / Charles |
| 2024      | Um Só                                    | 89              |
| 2024      | Névoa - From White Plains (temporada RJ) | Gregory         |